# Lista de duques de Saxe-Coburgo-Gota
Esta é uma lista de duques de Saxe-Coburgo-Gota. O Ducado de Saxe-Coburgo-Gota foi formalmente constituído em 1826 com a ascensão de Ernesto I, oriundo do Ducado de Saxe-Coburgo-Saalfeld. Após a morte de Ernesto I, o ducado foi assumido por Ernesto II, seu segundo filho e irmão mais novo de Alberto, Príncipe Consorte, o que estreitou as relações da casa ducal com a Família real britânica. De fato, após a morte de Ernesto II sem herdeiros em 1893, seu sobrinho Alfredo (filho de Vitória do Reino Unido) assumiu o trono ducal e deu sequência à linhagem de Príncipes de Saxe-Coburgo.

## Duques de Saxe-Coburgo-Gota
| Nome                                                        | Imagem                                     | Nascimento           | Casamento e descendência                                       | Morte                                             |
| ----------------------------------------------------------- | ------------------------------------------ | -------------------- | -------------------------------------------------------------- | ------------------------------------------------- |
| Ernesto I 12 de novembro de 1826 – 29 de janeiro de 1844    | Ernesto I, Duque de Saxe-Coburgo-Gota      | 2 de janeiro de 1784 | Luísa de Saxe-Gota-Altemburgo 3 de julho de 1817 3 filhos      | 29 de janeiro de 1844 (60 anos e 27 dias)         |
| Ernesto II 29 de janeiro de 1844 – 22 de agosto de 1893     | Ernesto II, Duque de Saxe-Coburgo-Gota     | 21 de junho de 1818  | Alexandrina de Baden 3 de maio de 1842 Sem filhos              | 22 de agosto de 1893 (75 anos, 2 meses e 1 dia)   |
| Alfredo 22 de agosto de 1893 – 30 de julho de 1900          | Alfredo, Duque de Saxe-Coburgo-Gota        | 6 de agosto de 1844  | Maria Alexandrovna da Rússia 23 de janeiro de 1874 5 filhos    | 30 de julho de 1900 (55 anos, 11 meses e 24 dias) |
| Carlos Eduardo 30 de julho de 1900 – 14 de novembro de 1918 | Carlos Eduardo, Duque de Saxe-Coburgo-Gota | 19 de julho de 1884  | Vitória Adelaide de Glücksburgo 11 de outubro de 1905 5 filhos | 6 de março de 1954 (69 anos, 7 meses e 15 dias)   |